# Alcaracejos
Alcaracejos es un municipio español de la provincia de Córdoba, Andalucía. En el año 2020 contaba con 1470 habitantes. Su extensión superficial es de 175,62 km² y tiene una densidad de 8,3 hab/km². Sus coordenadas geográficas son 38° 23′ N, 4° 58′ O. Se encuentra situada a una altitud de 602 m s. n. m. y a 74 km de la capital de provincia, Córdoba.

## Geografía

### Ubicación
El término municipal se encuentra en el norte de la provincia de Córdoba, en pleno centro de la comarca de Los Pedroches, y se encuentra a 71 kilómetros de Córdoba. El término municipal está atravesado por la carretera nacional N-502, entre los pK 361 y 366, por las carreteras autonómicas A-422, que conecta con Villanueva del Duque,  A-423 y A-435, que conectan con Pozoblanco, y por una carretera local que si dirige a Dos Torres.  
El relieve del municipio está definido por la llanura de Los Pedroches, con algunas elevaciones aisladas, y por el valle del río Cuzna, afluente del Guadalmellato, que cruza el territorio desde Villanueva del Duque hasta pasar al municipio de Añora. Al sur del río Cuzna se alzan pequeñas sierras que hacen de límite con Espiel. La altitud oscila entre los 958 metros al sur (pico Chimorra) y los 450 metros a orillas del río Cuzna. El pueblo se alza a 609 metros sobre el nivel del mar. 
| Noroeste: Villanueva del Duque y Villaralto | Norte: Villaralto y Dos Torres | Noreste: Añora      |
| Oeste: Villanueva del Duque                 | Puntos cardinales              | Este: Añora         |
| Suroeste: Espiel                            | Sur: Espiel                    | Sureste: Pozoblanco |

### Clima
| Estación Meteorológica de Alcaracejos | Estación Meteorológica de Alcaracejos | Estación Meteorológica de Alcaracejos | Estación Meteorológica de Alcaracejos | Estación Meteorológica de Alcaracejos | Estación Meteorológica de Alcaracejos | Estación Meteorológica de Alcaracejos | Estación Meteorológica de Alcaracejos | Estación Meteorológica de Alcaracejos | Estación Meteorológica de Alcaracejos | Estación Meteorológica de Alcaracejos | Estación Meteorológica de Alcaracejos | Estación Meteorológica de Alcaracejos | Estación Meteorológica de Alcaracejos |
| Periodo 1951-1992                     | Ene                                   | Feb                                   | Mar                                   | Abr                                   | May                                   | Jun                                   | Jul                                   | Ago                                   | Sep                                   | Oct                                   | Nov                                   | Dic                                   | Anual                                 |
| ------------------------------------- | ------------------------------------- | ------------------------------------- | ------------------------------------- | ------------------------------------- | ------------------------------------- | ------------------------------------- | ------------------------------------- | ------------------------------------- | ------------------------------------- | ------------------------------------- | ------------------------------------- | ------------------------------------- | ------------------------------------- |
| Temperatura media anual (°C)          | 07,0                                  | 08,4                                  | 11,1                                  | 13,6                                  | 17,8                                  | 22,3                                  | 26,9                                  | 26,6                                  | 23,2                                  | 16,8                                  | 10,8                                  | 07,2                                  | 16,0                                  |
| Precipitación media (mm)              | 55,7                                  | 57,1                                  | 50,2                                  | 48,6                                  | 38,6                                  | 26,5                                  | 11,3                                  | 12,2                                  | 18,5                                  | 61,3                                  | 57,8                                  | 66,1                                  | 503,9                                 |

## Demografía
Alcaracejos cuenta con una población de 1501 habitantes (INE 2024).
| Gráfica de evolución demográfica de Alcaracejos entre 1842 y 2021                                                   |
| |
| Población de derecho según los censos de población del INE Población de hecho según los censos de población del INE |

### Movimientos de la población

#### Natalidad
En el año 2001 hubo un total de 4 nacimientos, 2 mujeres y 2 hombres, una tasa de natalidad baja aunque similar al del resto de municipios cercanos de iguales condiciones.

#### Mortalidad
Comparando la mortalidad entre sexos, la mortalidad masculina es mayor que la femenina en edades comprendidas entre los 60 y 89 años mientras que a partir de los 90 años es mayor la mortalidad femenina. Así, las mujeres suelen tener una vida más larga.
Las principales causas de mortandad fueron las enfermedades del sistema circulatorio, los tumores y los trastornos mentales y del comportamiento.

## Administración y gobierno local
| Legislatura      | Nombre                     | Grupo |
| ---------------- | -------------------------- | ----- |
| 1979-1983        | Miguel Santos Ranchal      | UCD   |
| 1983-1987        | Antonio Mansilla Fernández | PSOE  |
| 1987-1991        | Antonio Mansilla Fernández | PSOE  |
| 1991-1995        | Antonio Mansilla Fernández | PSOE  |
| 1995-1999        | Luciano Cabrera Gil        | PSOE  |
| 1999-2003        | Luciano Cabrera Gil        | PSOE  |
| 2003-2007        | Luciano Cabrera Gil        | PSOE  |
| 2007-2011        | Luciano Cabrera Gil        | PSOE  |
| 2011-2015        | Luciano Cabrera Gil        | PSOE  |
| 2015-2019        | Luciano Cabrera Gil        | PSOE  |
| 2019-en el cargo | José Luis Cabrera Romero   | PSOE  |

### Resultados Elecciones municipales
Los resultados electorales de las elecciones municipales de 24 de mayo de 2015 fueron:
| Partido político                         | 2015  | 2015           | 2015 |
| Partido político                         | %     | Concejales (9) |      |
| Partido Socialista Obrero Español (PSOE) | 66,70 | 6              |      |
| Partido Popular (PP)                     | 32,27 | 3              |      |

## Monumentos

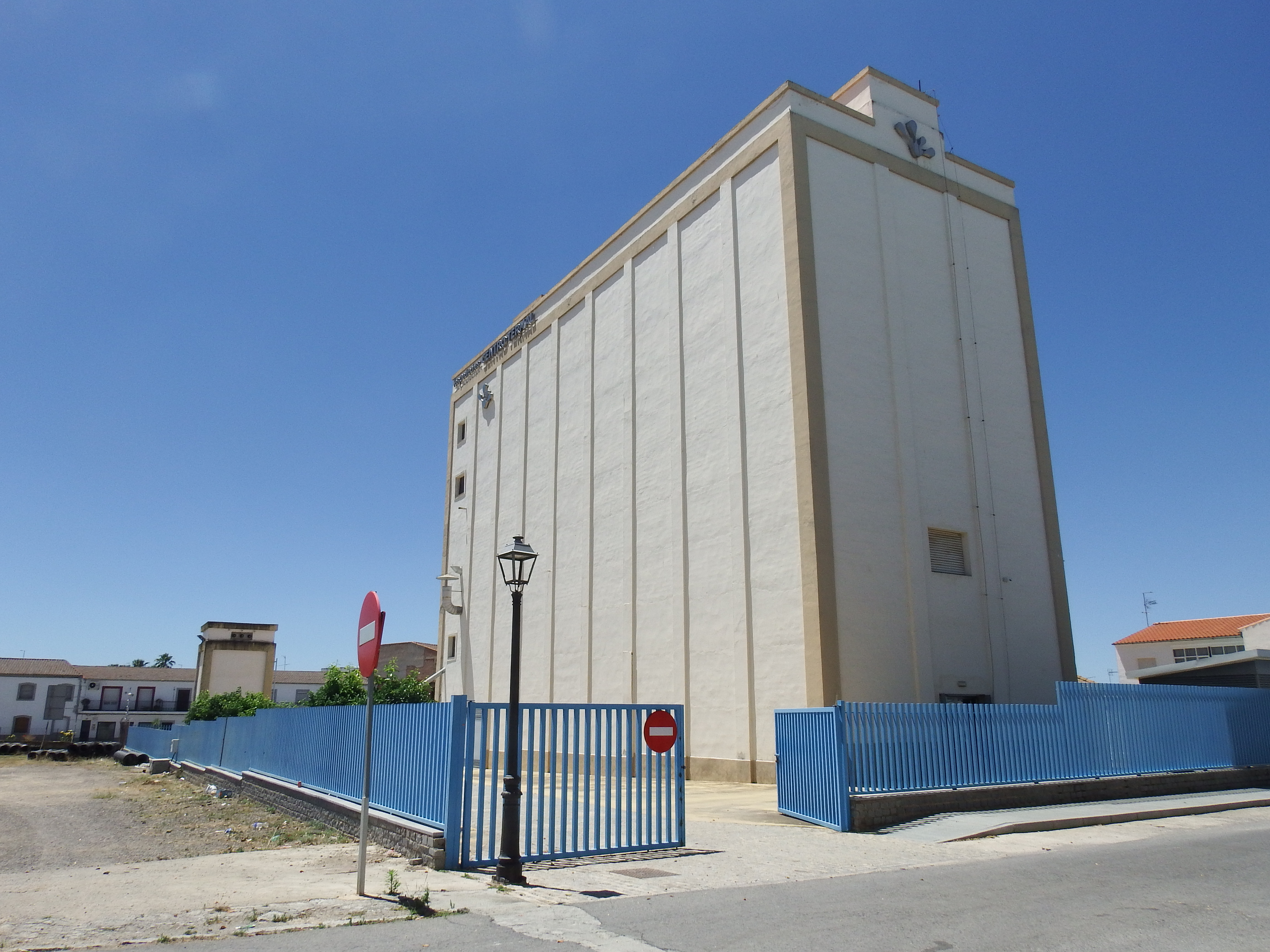
Silo de Alcaracejos

- Silo de AlcaracejosParroquia de San Andrés: la actual parroquia data de 1965, siendo construida sobre una más antigua destruida durante la Guerra Civil
- Ermita de San Sebastián: Ermita del siglo XVI
- Ermita de la Magdalena
- Molino de la Gargantilla
- Portada de la antigua Casa del Pavo: portada del siglo XVI construida con sillares de granito. En la actualidad forma parte de la fachada del ayuntamiento
- Restos de molinos árabes en el río Cuzna

## Museos
- Museo de la Matanza: en él se exponen los útiles usados para la práctica de la matanza